# Under vulkanen
Under vulkanen (originaltitel: Under the Volcano) är en roman från 1947 av Malcolm Lowry. Den är Lowrys andra och sista roman (publicerad under hans livstid). Romanen handlar om självdestruktiva människor i en ort i Mexiko, människor som plågas av ångest. Under vulkanen är inspirerad av Lowrys eget liv; han bodde åren 1936–38 i Mexiko och var under stora delar av sitt liv en rastlös vagabond med alkoholproblem.

## Handling
Romanen berättar historien om Geoffrey Firmin, under De dödas dag år 1938. Firmin är en alkoholiserad brittisk konsul i den lilla mexikanska staden Quauhnahuac.

## Produktionsbakgrund
Bokens Quauhnahuac är mycket lik verklighetens Cuernavaca (nahuatl: Cuauhnáhuac), och titelns båda vulkaner syftar på Popocatepetl och Iztaccihuatl öster om staden. Huvudpersonen bär drag av författaren, som åren 1936–38 bodde i Mexiko och 2 november 1936 anlände till Cuernavaca just under De dödas dag. Lowry flyttade till Mexiko i ett försök att försöka rädda sin och hustrun Jan Gabrials äktenskap, och både rastlösheten och alkoholproblemen delade romanfiguren Firmin med sin skapare.
Lowrys äktenskap med Gabrial bröts dock upp hösten 1937, och sommaren året efter flyttade han från Mexiko och till Los Angeles. Materialet till boken hade dock redan påbörjats under Lowrys tid i Mexiko, och arbetet fortsatte efter att han träffat skådespelerskan och författaren Margerie Bonner (senare Lowrys andra fru).
Lowry flyttade senare till Vancouver, dock utan att ta med sig det påbörjade bokmanuset. Bonner följde dock senare med till Vancouver och medförde då manuset, vilket under åren i början av 1940-talet skrevs färdigt. Under the Volcano publicerades slutligen 1947.
Boken filmatiserades 1984 av John Huston. Den utkom första gången i svensk översättning 1970 och har totalt utkommit i översättning på minst 19 språk.

## Utgivning (utdrag)
- Lowry, Malcolm (1947). Under the volcano ([1. ed.]). London: Cape. Libris 2082152 (engelska)
- Lowry, Malcolm; Erik Sandin (1970). Under vulkanen: roman. Stockholm: Bonnier. Libris 2040903 (svenska)
- Foxcroft, Nigel H. (1970 2019).). The Kaleidoscopic Vision of Malcolm Lowry: Souls and Shamans (Lexington Books.. Lanham, MD.. ISBN 978-1-4985-1657-0

## Bildgalleri

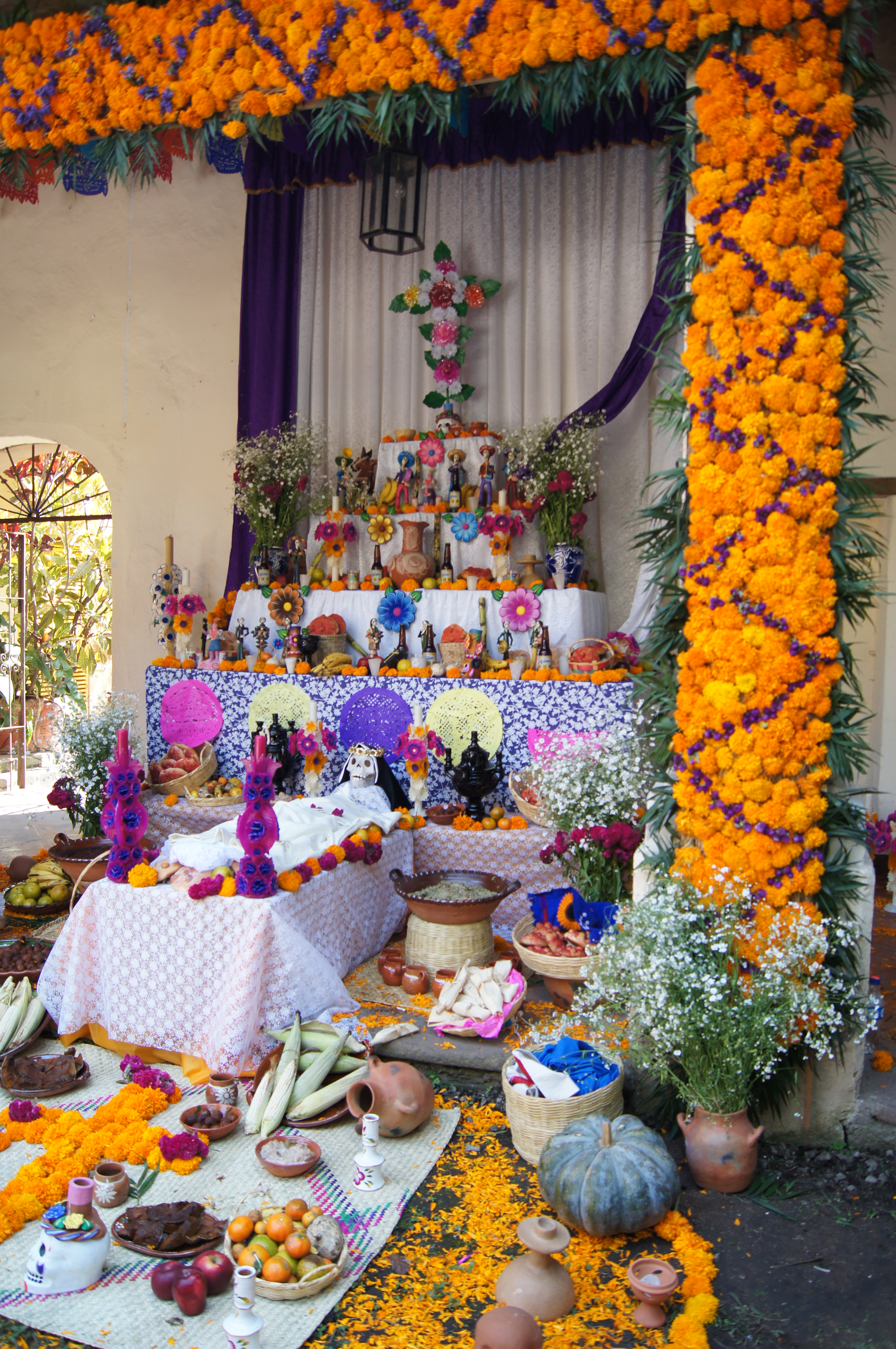
Boken skildrar De dödas dag i en liten mexikansk stad.
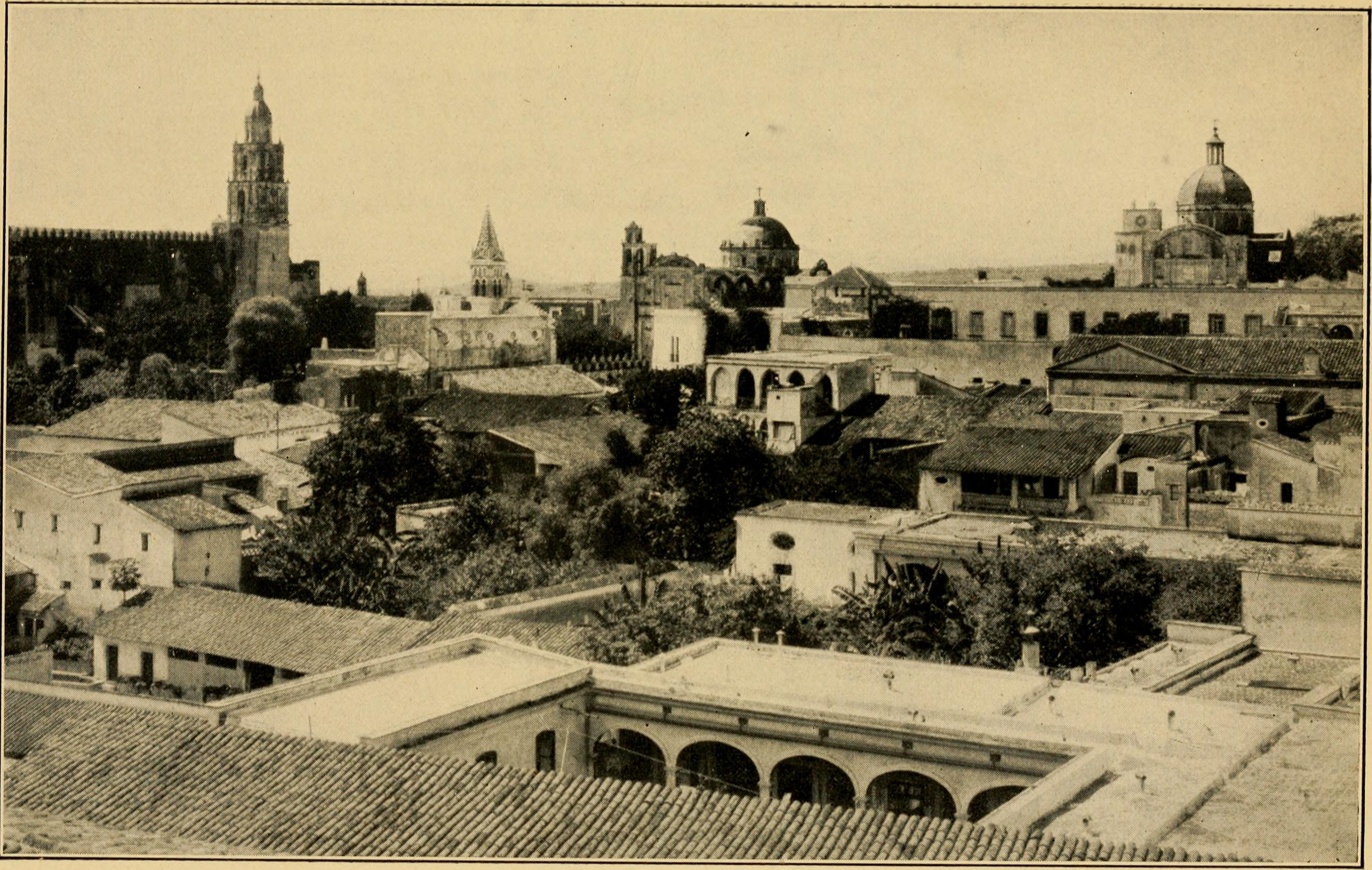
Cuernavaca (foto från 1909), förebilden för bokens Quauhnahuac.